# John S. Bull
John Sumter Bull (* 25. September 1934 in Memphis, Bundesstaat Tennessee; † 11. August 2008 in South Lake Tahoe, Kalifornien) war ein US-amerikanischer Raumfahreranwärter.
Bull erhielt 1957 einen Bachelor in Maschinenbau von der Rice University, 1971 einen Master und 1973 seine Promotion, jeweils in Luftfahrttechnik von der Stanford University.
Bull trat im Juni 1957 in den aktiven Dienst bei der Navy ein und erhielt in Kingsville (Texas) seine Pilotenausbildung. Nach Stationierungen auf der Naval Air Station Miramar (Kalifornien) und auf den Flugzeugträgern Ranger, Hancock und Kitty Hawk im Westpazifik schloss er im Februar 1964 seine Ausbildung zum Testpiloten an der U.S. Naval Test Pilot School ab.

## Astronautentätigkeit
Im April 1966 wurde Bull von der NASA als Astronautenkandidat ausgewählt. Er wurde als Mitglied der Unterstützungsmannschaften für Apollo 8 und als Teamleiter während der Tests der Mondlandefähre in der Vakuumkammer eingesetzt. Nachdem er erfahren hatte, dass er an einer Lungenerkrankung litt, trat Bull 1968 wieder aus dem Astronautenkorps aus.
Nach seinem Studium in Stanford kehrte Bull zur NASA zurück. Von 1973 bis 1985 arbeitete er beim Ames Research Center der NASA, wo er Simulationen und Flugtests mit neuentwickelten Flugzeugen und Hubschraubern durchführte. Von 1986 bis zu seinem Ausscheiden aus der NASA im Jahr 1989 war er an Forschungsprogrammen für autonome Weltraumtechnologien beteiligt.

## Privates
John Bull hinterließ seine Frau und zwei Kinder.